# Општина Пасарени (Муреш)
Пасарени (рум. Păsăreni) општина је у Румунији у округу Муреш.
Oпштина се налази на надморској висини од 324 m.